# Christa Scheuer-Weyl

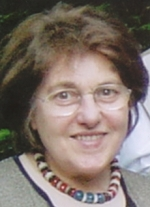
Christa Scheuer-Weyl

Christa Scheuer-Weyl (* 1941 in München; † 28. April 2006 in Wien) war eine deutsch-österreichische Publizistin, Journalistin und Übersetzerin.

## Leben
Christa Weyl wurde 1941 in München geboren. Sie studierte ab 1961 in Paris und arbeitete dort nach ihrem Studium zunächst als Journalistin und Übersetzerin, anschließend in Wien. Im Zusammenhang damit lernte sie ihren späteren Mann, den ehemaligen Widerstandskämpfer und Journalisten Georg Scheuer kennen.
Seit 1980 befasste sie sich als Autorin mit dem Thema Exil, mit dem Schwerpunkt Frankreich. Ihre Beiträge erschienen unter anderem in der Arbeiter-Zeitung, im Wiener Tagebuch, in der Vierteljahresschrift „Mit der Ziehharmonika," bzw. "Zwischenwelt“, Hg. Theodor Kramer Gesellschaft, sowie in den Nachschlagewerken „Lexikon deutschsprachiger Schriftstellerinnen im Exil 1933 bis 1945“ (Freiburg 1995) und „Lexikon der österreichischen Exilliteratur“ (Wien 2000). Sie war Verwalterin des literarischen Nachlasses der österreichischen Schriftstellerin Alice Penkala (Geburtsname: Rosa Alice Krausz), zu deren Werk und Leben sie zahlreiche Beiträge verfasste.
Christa Scheuer-Weyl zählte zu den Mitbegründerinnen der „FrauenAG“ der Österreichischen Gesellschaft für Exilforschung. Durch ihre detaillierte Kenntnis und ihre persönlichen Kontakte zu ehemaligen Widerstandskämpfern und -innen konnte sie historische und biografische Forschungen zum internationalistischen Widerstand in Österreich und Frankreich wesentlich unterstützen. 2002 erschien die von ihr gemeinsam mit Geneviève Hess erstellte Übersetzung der Autobiografie ihres 1996 verstorbenen Mannes Georg Scheuer Nur Narren fürchten nichts (Wien 1991) ins Französische (Seuls les fous n’ont pas peur).
Christa Scheuer-Weyl war dem Dokumentationsarchiv des österreichischen Widerstandes, dem sie unter anderem Teile des Nachlasses von Georg Scheuer zur Verfügung stellte, zeitlebens freundschaftlich verbunden.
Sie starb am 28. April 2006 in Wien an den Folgen eines schweren Herzleidens und ist am Wiener Zentralfriedhof begraben.